# Slavko Soršak
Mag. Slavko Soršak, slovenski politik, obramboslovec, profesor, predsednik skupščine občine Maribor, dekan Pedagoške akademije, *5. julij 1931, Ljubljana, † april 2018, Maribor.

## Življenjepis
Rojen je v Ljubljani. V Ljubljani je obiskoval osnovno šolo in nižjo gimnazijo.
Leta 1948 se je zaposlil na republiškem sekretariatu za notranje zadeve v Ljubljani. Zatem je v Mariboru sedem let delal kot referent kriminalistične službe. Ob delu je končal srednjo ekonomsko šolo. 
Zaposlil se je kot tajnik Obrtne zbornice Maribor. Višjo ekonomsko - komercialno šolo v Mariboru je končal kot izredni študent. Služboval je v organizaciji socialistične zveze v Mariboru.
Leta 1966 je diplomiral na fakulteti političnih znanosti v Beogradu. 
Na FSPN (zdaj FDV) Univerze v Ljubljani je zaključil magistrski študij s področja politologije/obramboslovja? 
Leta 1977 je bil izvoljen v naziv visokošolskega učitelja za predmet sociologija na Pedagoški akademiji Maribor Univerze v Mariboru. 
Leta 1990 se je upokojil.

## Družbeno in politično delovanje
V poklicno politično življenje je vstopil leta 1962 in aktivno deloval v takratnih družbenopolitičnih organizacijah na ravni občine in republike. V tem času je bil med drugim od leta 1972 tudi predsednik izdajateljskega sveta časopisa Večer in leta 1976 predsednik odbora za izgradnjo spominskega muzeja na Osankarici. 
Leta 1977 se je zaposlil kot profesor na Pedagoški akademiji Univerze v Mariboru. Leta 1983 je bil izvoljen za dekana Pedagoške akademije in to dolžnost opravljal do leta 1984.
26. marca 1984 je postal predsednik Skupščine mesta Maribor. Dolžnost je opravljal do leta 1987. 
Bil je predsednik sveta Univerze v Mariboru.
Leta 1986 se je zaposlil v centralnem komiteju ZKS kot član njegovega predsedstva oz. ekipe takratnega predsednika CK Kučana.
Leta 1988 je postal predsednik prve komisije za nadzor nad tajnimi službami, predhodnice sedanje komisije v Državnem zboru. 
Deloval je tudi na področju kulture in v planinski organizaciji. 
Leta 2007 je bil imenovan za predstavnika javnosti v senatih za reševanje pritožb zoper policiste na ministrstvu za notranje zadeve.